# Barndagen
Barndagen är en musikfestival med fokus på barnmusik som framförs live. Festivalen anordnas av Svenska röda korset och äger rum varje sommar på Almedalens scen i Visby på Gotland. Barnmusikfestivalen har fri entré sedan starten 2008. Under 2008 anordnades även Barndagen i Rålambshovsparkens amfiteater i Stockholm och hade då över 2000 besökare.
På grund av coronavirus-pandemin tvingades festivalen flyttas fram under åren 2020–2021.

## Historia
Festivalen grundades av Hillevi Sundman och Conny Carlsson under sommaren 2007 när barnrockbandet TORE and the NO SMOKERS genomförde en spelning i Visby den 29 juli i Almedalen. Duon fick då en idé till en hel barnfestival med fler musikakter och kringevenemang runt scenen. Givetvis skulle arrangemanget vara gratis för att nå ut till så många barn och vuxna som möjligt. De sökte pengar från olika stiftelser och fonder, skapade en Myspace-sida på nätet och kontaktade Röda Korset på Gotland för hjälp och sedan var Barndagen född.
Barndagen genomfördes för första gången lördagen den 26 juli 2008 i Almedalen. Succé blev det redan från start med ca: 2000 besökare. Dagen avslutades med ”gå in bio” som visade Ronja Rövardotter på storbildsduk i Almedalen. Följande akter uppträdde: James Hollingworth med band, Björn & Daniel, Pucko och Bäng och TORE and the NO SMOKERS.
Under sommaren 2012 fick festivalen ett publikrekord med över 5000 besökare. I december 2012 tilldelades Barndagens festivalgeneral Conny Carlsson Region Gotlands Kulturpris för sitt arbete med Barndagen. Prissumman var på 25 000 kr och delades ut under högtidliga former i kommunhuset i Visby.

## Artister
Följande akter har uppträtt på Barndagen genom åren:
TORE and the NO SMOKERS, Lollo Asplund, Sara Edwardsson, James Hollingworth, Kråkan och Busarna, Majas Hårband, Björn och Daniel, Camilla Håkansson, Tonfisken, Lisa och Josefine, LongKalsong, Mamman och Pappan, Jompa, Emma Nordenstam och band,  Moffa Hasse, Kråkan, Mamma Måd, Karl-Petters Orkester, Systrarna Skägg, Dan Bornemark samt Pucko och Bäng.

## Samlingsskiva
Skivan Barnbidrag (NOSMOK003) samlar de tio bästa banden/artisterna som har uppträtt på Barndagen under åren 2008–2018. Skivan släpptes på No Smokers Records den 30 juli 2018.
Låten "Vad världen behöver nu" är specialskriven till förmån för insamlingen av Världens Barn. Låten är skriven av bandet TORE and the NO SMOKERS och på den sjunger de tillsammans med Linda Dahl från bandet Mamman och Pappan och Anders ”Kråkan” Ågren. Pengarna från försäljningen av skivan går oavkortat till Världens barn.
Barnbidrag innehåller följande låtar:
1. Barndagen - Vad världen behöver nu (03.47). Från albumet: Barnbidrag (NOSMOK003) 2018 Text: Christoffer Carlsson Musik: TORE and the NO SMOKERS
2. LongKalsong - Badvakt (3.00). Från albumet: Det gungar! (LONG103) 2006 Text & musik: Tomas Edelgård
3. James Hollingworth - Albert (3.38). Från albumet: Halvfemhuset (HPRO90) 1980 Text & musik: James Hollingworth
4. Mamman och Pappan - Fotbollsbröllop (3.28). Från albumet: Jag är bra (MAPAOO1) 2013 Text & musik: Linda Dahl & Mathias Dahl
5. Tonfisken - Valpen (2.29). Från albumet: Gott och blandat (TONOO1) 2000 Text & musik: Patrik Norén & Johan Fredriksson
6. TORE and the NO SMOKERS - Tobakskrigarna (03.03). Från singel: Tobakskrigarna (NOSMOK002) 2018 Text: Christoffer Carlsson Musik: TORE and the NO SMOKERS
7. Camilla Håkansson - Ett barns funderingar (02.58). Från albumet: Ett barns funderingar 2011 Text & musik: Camilla Håkansson
8. Jompa - Hiphopmask (2.16). Från albumet: Hiphop sagor 2016 Text & musik: John Landenfelt
9. Kråkan och Busarna - Stellan i Hörnet (2.11). Från albumet: En jätteliten låg hög (FICKLAOO1) 2010 Text & musik: Anders Ågren
10. Karl-Petters Orkester - Kär kär kär! (3.24). Från albumet: Jag har kommit på en grej! (bmmcdOO9) 2015 Text: Ylva Olsson och Fredrik Blomgren Musik: Ylva Olsson
11. Björn & Daniel - Gabriel (2.44). Från albumet: Skramlar på! (BJDA8889) 2003 Text & musik: Daniel Olsson
12. James Hollingworth - Du bara slåss (2.13). Från albumet: Halvfemhuset (HPRO90) 1980 Text & musik: James Hollingworth
13. Mamman och Pappan - Våga (3.23). Från albumet: Våga (MAPAOO2) 2016 Text & musik: Linda Dahl & Mathias Dahl
14. LongKalsong - Ro Bo Ta Pa (3.35). Från albumet: Hunden Bill, snoken, grodan och andra yrken. (LONG101) 2002 Text & musik: Tomas Edelgård
15. TORE and the NO SMOKERS - Äldre (3.28). Från albumet: Rökning Dödar (GA016) 2006 Text & musik: Conny Carlsson
16. Camilla Håkansson - Shaka Twista (03.46). Från albumet: Ett barns funderingar 2011 Text & musik: Camilla Håkansson
17. Kråkan och Busarna - Tjing tjång långkalsong (2.17). Från albumet: Gagga! (HOLMCD-30) 2006 Text & musik: Anders Ågren
18. Björn & Daniel - Jag vill inte ha nå´n spruta (3.20). Från albumet: Skramlar på! (BJDA8889) 2003 Text & musik: Daniel Olsson
19. Karl-Petters Orkester - Världen är allas plats (2.46). Från albumet: Jag har kommit på en grej! (bmmcdOO9) 2015 Text: Ylva Olsson och Fredrik Blomgren Musik: Ylva Olsson
20. Jompa - Alla får vara med (2.26). Från albumet: Alltid Kalas! 2017 Text & musik: John Landenfelt
21. Tonfisken - Rädd (2.40). Från albumet: Gott och blandat (TONOO1) 2000 Text & musik: Patrik Norén och Johan Fredriksson